# りゅう座

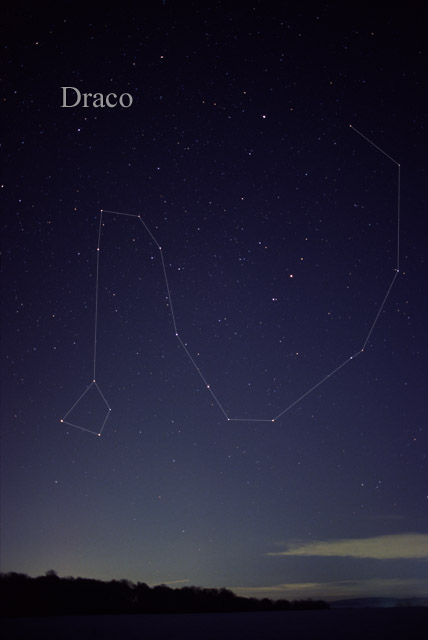
りゅう座の全容。画像中央上部やや右寄りにある輝星は、21世紀現在の北極星のポラリスである。

りゅう座（）は、現代の88星座の1つで、プトレマイオスの48星座の1つ。西洋の伝承に登場するドラゴンをモチーフとしている。おおぐま座の北側、天の北極があるこぐま座を取り囲むように位置しており、札幌市（北緯43°）以北では星座全体が年中地平線下に沈まない周極星となる。α星のトゥバンはかつて北極星であったことで知られる。

## 主な天体
2009年に打ち上げられたアメリカ航空宇宙局 (NASA) の太陽系外惑星探索用宇宙望遠鏡「ケプラー」の
観測領域 (Field of View, FOV) は、はくちょう座・こと座・りゅう座の境界付近に設定されていた。そのため、2023年5月時点での系外惑星が発見された恒星の数は88星座中で4位、系外惑星の総数では3位となっている。

### 恒星
最も明るく見える2等星のγ のほか、η・β・δ・ζ の4つの3等星がある。
2023年12月現在、国際天文学連合 (IAU) によって17個の恒星に固有名が認証されている。
- α星：太陽系から約261 光年の距離にある、見かけの明るさ3.680 等、スペクトル型 A0III の4等星[9]。分光連星で、0.140771 年の周期で互いに周回している[10]。紀元前2800年頃には天の北極から0.1°の位置にあり、北極星となっていた[2]。A星には、アラビア語で「蛇の頭」を意味する言葉に由来する[11]「トゥバン[12](Thuban[8])」という固有名が認証されている。
- β星：太陽系から約398 光年の距離にある、見かけの明るさ2.81 等、スペクトル型 G2Ib-IIa の黄色超巨星で、3等星[13]。ヘルツシュプルング・ラッセル図 (HR図) では脈動変光星がほとんどを占める「不安定帯」と呼ばれる区域にプロットされるが、なぜか変光は観測されていない[14]。4.6″離れた位置に見える14等のB星と連星系を成していると考えられている[15]。A星には、アラビア語で「蛇の頭」を意味する言葉に由来する[11]「ラスタバン[12](Rastaban[8])」という固有名が認証されている。
- γ星：見かけの明るさ2.23 等、スペクトル型 K5III の赤色巨星で、2等星[16]。りゅう座で最も明るく見える、唯一の2等星。1728年、年周視差を発見するためにこの星を観測していたイギリスの天文学者ジェームズ・ブラッドリーによって光行差が発見され[2][17][18][19]、地球が太陽の周りを公転していることが証明された[2][17]。1748年には、光行差の検証のために20年間に渡ってこの星の観測を継続したブラッドリーによって地球の章動も発見されている[20]。このような経緯から、19世紀イギリスの天文学者ジョージ・エアリーはこの星のことを「the birth-star of modern astronomy（近代天文学の誕生星）」と呼んでいた[21]。アラビア語で「蛇」を意味する言葉に由来する[11]「エルタニン[12](Eltanin[8])」という固有名が認証されている。
- δ星：太陽系から約98 光年の距離にある、見かけの明るさ3.07 等、スペクトル型 G9III の黄色巨星で、3等星[22]。アラビア語で「蛇」を意味する言葉の誤記に由来する[11]「アルタイス[12](Altais[8])」という固有名が認証されている。星座絵に描かれる竜のとぐろの中で2番目にあたることからラテン語で「2番目のとぐろ」を意味する Nodus Secundus という名で呼ばれたこともある[23]。
- ζ星：太陽系から約417 光年の距離にある、見かけの明るさ3.17 等、スペクトル型 B6III の青色巨星で、3等星[24]。A星には、アラビア語で「2頭の狼」を意味する言葉に由来する[25]「アルディバ[12](Aldhibah[8])」という固有名が認証されている。
- η星：太陽系から約91 光年の距離にある、見かけの明るさ2.74 等、スペクトル型 G8-IIIab の巨星で、3等星[26]。りゅう座で2番目に明るく見える。4.7″離れた位置に見えるB星と連星系を成していると見られている[27]。A星には、アラビア語で「2頭の狼」を意味する言葉に由来する[25]「アテバイン[12](Athebyne[8])」という固有名が認証されている。
- ι星：太陽系から約100 光年の距離にある、見かけの明るさ3.29 等、スペクトル型 K2III の3等星[28]。2002年にb[29]、2021年にc[30]と2つの太陽系外惑星が発見されている。アラビア語で「雄のハイエナ」を意味する言葉に由来する[11]「エダシク[12](Edasich[8])」という固有名が認証されている。
- λ星：太陽系から約377 光年の距離にある、見かけの明るさ 3.85 等、スペクトル型 M0III-IIIaCa1 の赤色巨星で、4等星[31]。中小質量星の進化の最終段階である漸近巨星分枝のステージにあるとされる[32]。ペルシア語で月や惑星の軌道の交点を表す用語の誤用に由来する[11]「ギャウサル[12](Giausar[8])」という固有名が認証されている。
- μ星：太陽系から約89 光年の距離にある[33]、階層構造を持つ連星系。見かけの明るさ5.66 等、スペクトル型 F6V のA星と、5.69 等のB星が互いの周囲を約812年の周期で公転している[34]。またB星はこれ自体が分光連星で、Ba星とBb星が約3.2 年の周期で公転している[35]。さらにこの三重連星系の近くにある13.70 等も距離や固有運動が似通っていることから重力相互作用で物理的に関係しているものと考えられている[36]。A星には、アラビア語で「速足のラクダ」を意味する言葉に由来する[11]「アルラキス[12](Alrakis[8])」という固有名が付けられている。
- ξ星：太陽系から約112 光年の距離にある、見かけの明るさ3.75 等、スペクトル型 K2III の赤色巨星で、4等星[37]。315″離れた位置に見える13.08 等のB星は、距離や固有運動が似通っていることから重力相互作用で物理的に関係していると考えられている[38]。A星には、中世ラテン語で「鼻」あるいは「口吻」を意味する言葉に由来する「グルミウム[12][12](Grumium[8])」という固有名が認証されている。
- σ星：太陽系から約19 光年の距離にある、見かけの明るさ4.68 等、スペクトル型 K0V のK型主系列星で、5等星[39]。「アルサーフィ(Alsafi[8][8])」という固有名が認証されている。
- ψ1星：太陽系から約74 光年の距離にある連星系[40]。主星Aは分光連星で、伴星Cが6774+271
−167 日の周期で公転している[41]。このA-Cのペアの周囲を、スペクトル型 F8V で5.53 等のB星が10000±3300 年の周期で公転しているとされる。A星には、アラビア語で「2頭の狼」を意味する言葉に由来する[25]「ジバン[12](Dziban[8])」という固有名が認証されている。
- 7番星：太陽系から約772 光年の距離にある、見かけの明るさ5.423 等、スペクトル型 K5III の赤色巨星で、5等星[42]。中国の天文で天帝を表す星官「天一（天乙）」に由来する[43]「ティエンイー[12](Tianyi[8])」という固有名が認証されている[注 1]。
- 8番星：太陽系から約96 光年の距離にある、見かけの明るさ5.225 等、スペクトル型 F3IV の準巨星で、5等星[45]。変光星としては脈動変光星の「かじき座γ型変光星 (GDOR)」に分類されており、5.26 等から5.34 等の範囲で明るさを変える[46]。中国の天文で天帝を表す星官「太一（太乙）」に由来する[43]「タイイー[12](Taiyi[8])」という固有名が認証されている[注 2]。
- HD 161693：太陽系から約464 光年の距離にある、見かけの明るさ5.76 等、スペクトル型 A2V のA型主系列星で、6等星[47]。アラビア語で「子ラクダ」を意味する言葉に由来する[2]「アルルバ[12](Alruba[8])」という固有名が認証されている。
- 42番星：太陽系から約295 光年の距離にある、見かけの明るさ4.823 等、スペクトル型 K1.5IIIFe-1 の赤色巨星で、5等星[48]。2009年に木星の約4 倍の質量を持つ太陽系外惑星が発見された[49]。2015年にIAUが実施した太陽系外惑星命名キャンペーン「NameExoWorlds」で、アメリカ合衆国フロリダ州ブレバード郡のアマチュア天文家サークル Brevard Astronomical Society (BAS) からの提案が採用され、主星Aには北欧神話に登場するドワーフでドラゴンに変身するファフニールにちなんだ「ファフニール[12](Fafnir[8])」、系外惑星にはNASAの宇宙打ち上げと軌道運用に敬意を表した造語の Orbitar という固有名が認証された[50]。
- HD 109246：太陽系から約222 光年の距離にある、スペクトル型 G0V のG型主系列星[51]。2010年に木星の約0.8 倍の質量を持つ太陽系外惑星が発見された[52]。IAUの100周年記念行事「IAU100 NameExoWorlds」でアイスランドに命名権が与えられ、主星は Funi、太陽系外惑星は Fold と命名された[53]。

このほか、以下の恒星が知られている。
- BY星：太陽系から約54 光年の距離にある、スペクトル型 K4Ve と K7.5Ve の2つの赤色矮星からなる連星系[54]。回転変光星の一種の「りゅう座BY型変光星」のプロトタイプとされており[55]、3.813 日の周期で8.04 等から8.48 等の範囲で明るさを変化させる[56]。また爆発型変光星の一種である「閃光星」にも分類されている[56]。
- EK星：太陽系から約112 光年の距離にある分光連星[57]。主星Aは、見かけの明るさ7.604 等、スペクトル型 G1.5V[57]の若い太陽型星[58][59]で、伴星Bは軌道離心率0.82 の楕円軌道を45年の周期で公転している[60]。A星は、変光星としては回転変光星の一種の「りゅう座BY型変光星」に分類されており、0.09 等程度の振幅で明るさを変えている[61]。この変光は、活発な黒点活動によって生じている[55]。またA星は太陽とほぼ同じ質量を持つソーラーアナログで、太陽よりはるかに若い前主系列段階にあると考えられており、恒星進化の初期段階にある太陽型星の活動を探る研究対象となっている[58]。2021年の研究では主星Aの質量は1.04±0.04 M☉、年齢は27+11
−8 myrとされた[58]。また、2020年には京都大学3.8m「せいめい」望遠鏡と兵庫県立大学西はりま天文台2.0m「なゆた」望遠鏡による分光観測と、NASAの太陽系外惑星探査衛星TESSによる測光観測により、太陽型星としては初めてスーパーフレアが可視光で分光観測された[59]。このスーパーフレアでは、太陽でこれまで観測された史上最大級のコロナ質量放出の10倍以上の規模のフィラメント噴出が確認された[59]。
- RW星：太陽系から約5,180 光年の距離にある、見かけの明るさ11.48 等、スペクトル型 kA7hF6.5 の12等星[62]。変光星としては脈動変光星の一種の「こと座RR型変光星」のサブグループ RRAB に分類されている[63]。1907年にロシアの天文学者セルゲイ・ニコラエヴィッチ・ブラツコによって変光周期や光度の振幅が周期的に変動することが発見された[64]。このこと座RR型変光星に見られる光度曲線の周期的な変動は、彼の名を取って Blazhko effect[65]と呼ばれている。
- HD 173739とHD 173740：太陽系から約11.5 光年の距離にある、スペクトル型 M3V と M3.5V の2つの赤色矮星からなる連星系[66][67][68]。408 年の周期で互いの周囲を公転していると考えられている[69]。

### 星団・星雲・銀河
18世紀フランスの天文学者シャルル・メシエが編纂した『メシエカタログ』に挙げられた天体M102が位置しているとされるが、メシエが記載した位置に該当する天体が見当たらず、謎の天体となっていた。また、パトリック・ムーアがアマチュア天文家の観測対象に相応しい星団・星雲・銀河を選んだ「コールドウェルカタログ」に惑星状星雲が1つ選ばれている。
- NGC 5866：天の川銀河から約5000万 光年の距離にあるレンズ状銀河[71]でセイファート銀河[73]。メシエのカタログに記述されながら行方不明となっていた天体M102の候補の1つで、太陽系外天体のオンラインデータベース「SIMBAD」でもこの銀河をM102としている[73]。1781年にはピエール・メシャンあるいはメシエ自身が発見していたと見られ、1788年にはウィリアム・ハーシェルも独立に発見している[71]。
- NGC 6543：太陽系から約5,241 光年の距離にある惑星状星雲[74]。コールドウェルカタログの6番に選ばれている[72]。1786年2月15日にウィリアム・ハーシェルが発見した[75]。1864年にはイギリスのアマチュア天文家ウィリアム・ハギンズの分光観測によって、銀河や恒星のような連続スペクトルではなく特徴的な線スペクトルを示すことが発見された[75][76]。その姿から キャッツアイ星雲[77](Cat's Eye Nebula[74]) や Snail Nebula[74]、Sunflower Nebula[74]などの通称で呼ばれている。黄道北極のすぐ近くに位置していることでも知られる[75]。
- UGC 10214：天の川銀河から約4億2000万 光年の距離にある相互作用銀河。別の銀河との相互作用によって引き出された星やガスで形成された長い尾を持つ姿から、おたまじゃくし銀河[78](英: Tadpole Galaxy[79][80]) の通称でも知られている。

- NASAの太陽系外惑星探索用宇宙望遠鏡「ケプラー」の観測領域 (Kepler FOV)。2009年12月から2013年5月までの約3年半の運用期間中の観測領域は、はくちょう座・こと座・りゅう座にまたがる約100 平方度の領域であった。
- 2005年11月にハッブル宇宙望遠鏡 (HST) の掃天観測用高性能カメラ (ACS) が撮像したデータから合成されたレンズ状銀河M102 (NGC 5866) の画像。
- 1994年9月18日にHSTの広視野惑星カメラ2 (WFPC2) が撮像した惑星状星雲NGC 6543。
- 2002年にHSTのACSで撮像されたNGC 6543。双極状のジェットや幾層にも重なる同心球状のガス殻、衝撃波で励起されたガスなどの複雑な構造を確認できる。
- 2002年にHSTのACSで撮像された相互作用銀河UGC 10214 (Arp 188, APG 188)。長い尾を持つ特徴的な姿から「おたまじゃくし銀河 (Tadpole Galaxy)」の通称で知られている。

## 流星群
りゅう座の名前を冠した流星群のうち、IAUの流星データセンター (IAU Meteor Data Center) で確定された流星群 (Established meteor showers) とされているのは、10月りゅう座流星群 (October Draconids)、7月りゅう座γ流星群 (July gamma Draconids)、8月りゅう座流星群 (August Draconids)、りゅう座ξ流星群 (xi Draconids)、12月りゅう座α流星群 (December alpha Draconids)、12月りゅう座κ流星群 (December kappa Draconids)、2月りゅう座η流星群 (February eta Draconids)、りゅう座λ南流星群 (Southern lambda Draconids) の8つである。
10月りゅう座流星群は、かつては母天体のジャコビニ・ツィナー彗星にちなんで「ジャコビニ流星群 (Giacobinids)」と呼ばれていた流星群で、10月8日頃に極大を迎える。2009年8月の第27回IAU総会で流星群の命名法が採択された際に現在の名称が正式名称として定められた。
三大流星群の1つ「しぶんぎ座流星群 (Quadrantids)」は一時期「りゅう座ι流星群 (Iota Draconids)」とも呼ばれていたが、放射点はりゅう座ではなく、うしかい座の領域にある。

## 由来と歴史

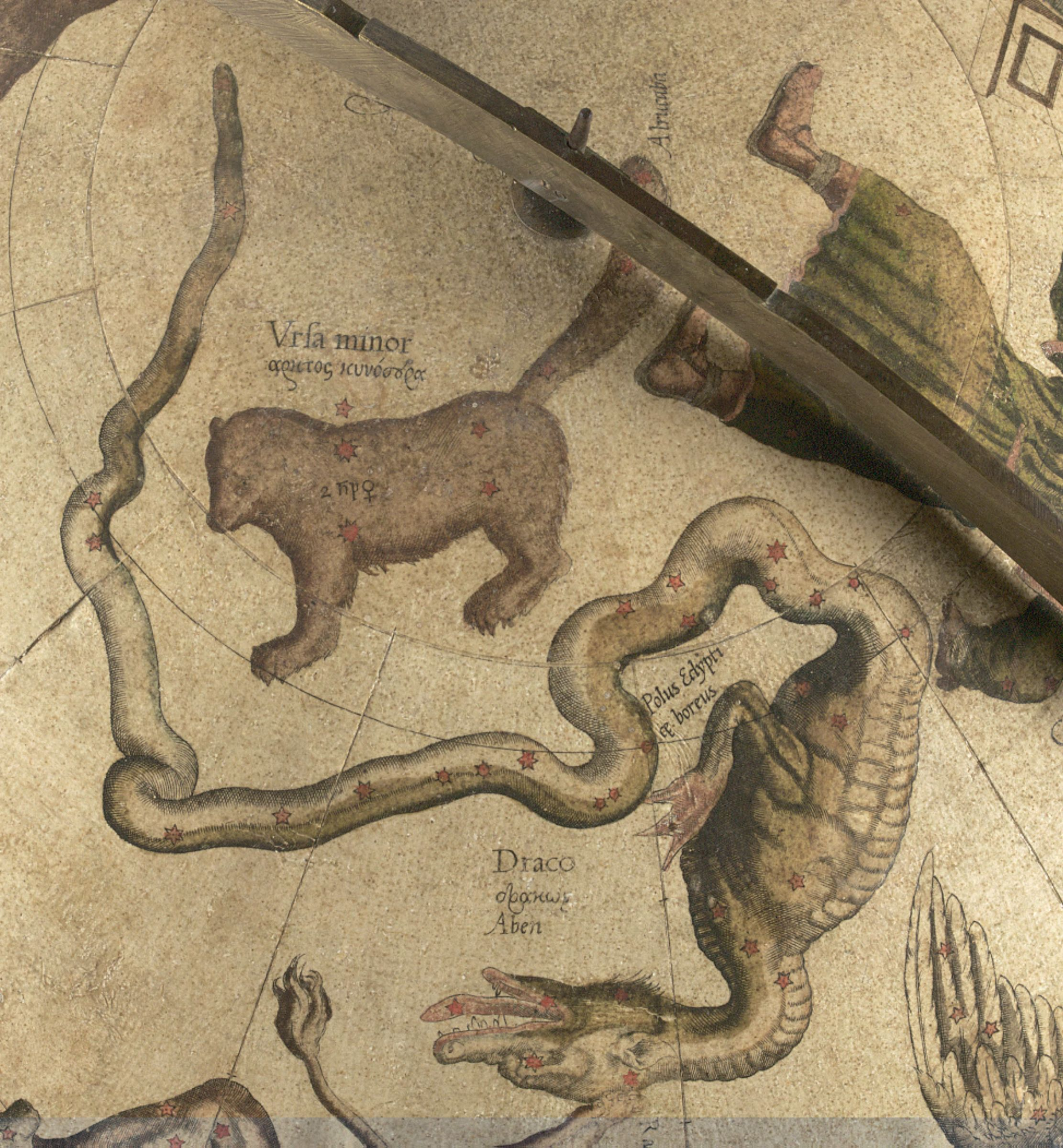
1551年にゲラルドゥス・メルカトルが製作した天球儀に描かれたりゅう座。天球を外側から見た視点で描かれているため、実際の星座とは左右が逆になっている。

りゅう座の名前は、紀元前4世紀の古代ギリシアの天文学者クニドスのエウドクソスの著書『ファイノメナ (古希: Φαινόμενα)』に記された星座のリストに既にその名前が上がっていた。このエウドクソスの『ファイノメナ』は現存していないが、エウドクソスの著述を元に詩作されたとされる紀元前3世紀前半のマケドニアの詩人アラートスの詩篇『ファイノメナ (古希: Φαινόμενα)』には、δράκων (drakon) としてこの星座の姿が描かれている。アラートスは「竜の尾はヘリケー（おおぐま座）の辺りで途絶えており、竜がキュノスーラ（こぐま座）の頭をとぐろで取り囲んでいる」としている。
りゅう座に属する星の数は、紀元前3世紀後半の天文学者エラトステネースの『カタステリスモイ (古希: Καταστερισμοί)』や1世紀初頭頃の著作家ガイウス・ユリウス・ヒュギーヌスの『天文詩 (羅: De Astronomica)』では15個、帝政ローマ期のクラウディオス・プトレマイオスの天文書『ヘー・メガレー・スュンタクスィス・テース・アストロノミアース (古希: ἡ Μεγάλη Σύνταξις τῆς Ἀστρονομίας)』、いわゆる『アルマゲスト』では31個とされた。大きく時を下った17世紀初頭のドイツの法律家ヨハン・バイエルは、1603年に刊行した星図『ウラノメトリア』で、α から ω までのギリシャ文字24文字とラテン文字9文字の計33文字を用いてりゅう座の星に符号を付した。
18世紀末に、フランスの天文学者ジェローム・ラランドは、りゅう座・うしかい座・ヘルクレス座の境界付近に、壁面四分儀座 (仏: Le Mural, Quart-de-cercle Mural, 羅: Quadrans Muralis) という星座を考案・設定した。これは、ラランドがコレージュ・ド・フランスに在職中に恒星の位置観測に用いた壁面四分儀をモチーフとした星座で、甥のミシェル・ルフランセ・ド・ラランドとともに5万個以上の恒星の位置特定を行った記念碑的意味合いを持たせたものであった。その後壁面四分儀座は廃れてしまったが、現在も「しぶんぎ座流星群 (Quadrantids)」にその名を遺している。
1922年5月にローマで開催されたIAUの設立総会で現行の88星座が定められた際にそのうちの1つとして選定され、星座名は Draco、略称は Dra と正式に定められた。

### 中国
ドイツ人宣教師イグナーツ・ケーグラー（戴進賢）らが編纂し、清朝乾隆帝治世の1752年に完成・奏進された星表『欽定儀象考成』では、りゅう座の星は、三垣の1つ「紫微垣」と、二十八宿の北方玄武七宿の第三宿「女宿」に配されていたとされる。
紫微垣では、76・77・69・59・40 の5星が天を支える柱を表す星官「天柱」に、τ・50・29・χ の4星が天子の身の回りの世話をする女官を表す星官「御女」に、34 が後宮で図書や記録に携わる女官を表す星官「女史」に、φ が宮中の図書や記録に携わる官吏を表す星官「柱史」に、27・15・18・16・19 の5星が天子の秘書官を表す星官「尚書」に、HD 91190・HD 91114 の2星が表に現れない徳を表す星官「陰徳」に、10 が天帝を表す星官「天乙」に、不明の1星が天帝を表す星官「太乙」に、7・8 の2星が後宮のための料理と先祖を祀る宗廟のお供えをつくる厨房を表す星官「内厨」に、δ・σ・ε・ρ・64・π の6星が官僚たちに飲食を提供する厨房を表す星官「天厨」に、ξ・ν2・β・γ の5星が、天の宮殿を守護する天軍の武器を表す星官「天棓」に、それぞれ配された。また、紫微垣の左の城壁を表す星官「紫微左垣」では、ι が左枢、θ が上宰、η が少宰、ζ が上弼、υ が少弼、73 が上衛とされ、右の城壁を表す星官「紫微右垣」では、α が右枢、κ が少尉、λ が上輔とされた。
女宿では、46・45・39・ο・48・49・51 の7星が食料や書物、衣服等を入れる竹かごを表す星官「扶筐」に配された。

## 神話

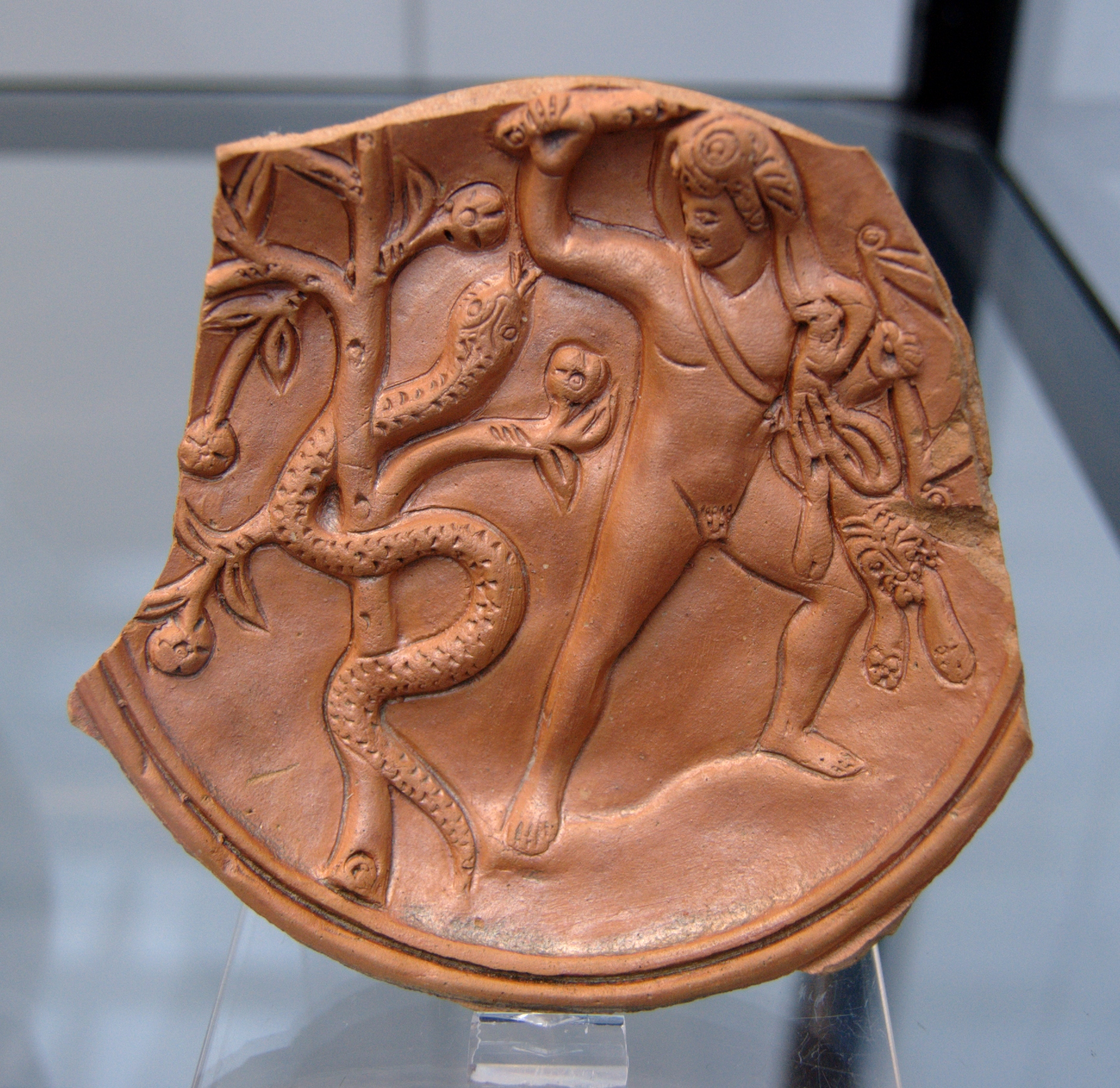
ヘーラクレースと黄金の林檎を守るラードーンが描かれた、ローマ時代後期のオイルランプのレリーフ。

エラトステネースの『カタステリスモイ』ではこの竜は、「女神ヘーラーの命を受けてヘスペリデスの園の黄金の林檎を守っていたが、ヘーラクレースによって倒された竜である」とされる。エラトステネースは、紀元前5世紀の神話学者レロスのペレキュデースの伝える話として以下の話を伝えている。ゼウスとヘーラーが結婚をした際に、地母神ガイアは黄金の林檎の木を贈った。感激したヘーラーは、これを天を支えるアトラースの近くにある神々の庭に植えるように頼んだ。しかし、アトラースの娘のヘスペリデスたちが絶えず黄金の林檎を盗んでいたので、巨大な蛇を見張りとして置くこととした。ヘーラクレースと竜の闘いをゼウスが思い起こすため、ヘーラクレースのすぐ下に竜の星座が置かれた。」。アポロドーロスの名で伝わる『ビブリオテーケー (古希: Βιβλιοθήκη)』によれば、この竜はテューポーンとエキドナとの間に生まれた、100の頭を持つ竜ラードーンであるとされる。
ヒュギーヌスは『天文詩 (羅: De Astronomica)』の中でエラトステネースと同様の話を伝えるとともに、異説として「ミネルウァが巨人と戦っていたときに巨人から投げつけられた竜である」とする話を伝えている。この説では、竜はミネルウァによって天に投げつけられ、天の極に巻き付けられたという。
このほか、古代ギリシア・ローマ期の文献に付された欄外古註には、異なる由来を示したものが存在する。帝政ローマ期初期の詩人オウィディウスの『変身物語 (Metamorphoses)』の欄外古註では、クレタ島に隠れ住んでいた若いゼウスが、父クロノスの目から逃れるために竜に化けた姿とされた。また、アラートスの『パイノメナ』の欄外古註では、デルポイの神託所を守っていた竜で、アポローンに倒されたピュートーンであるとする説や、カドモスに倒された、テーベにあったアレースの泉を守っていた竜であるとする説が記されていた。

## 呼称と方言
世界で共通して使用されるラテン語の学名は Draco、日本語の学術用語としては「りゅう」とそれぞれ正式に定められている。現代の中国では、天龙座（天龍座）と呼ばれている。
明治初期の1874年（明治7年）に文部省より出版された関藤成緒の天文書『星学捷径』で「ダラコ」という読みと「龍」という解説が紹介された。また、1879年（明治12年）にノーマン・ロッキャーの著書『Elements of Astronomy』を訳して刊行された『洛氏天文学』では「ドラコ」と紹介された。30年ほど時代を下った明治後期には「龍」と呼ばれていたことが、1908年（明治41年）7月に刊行された日本天文学会の会報『天文月報』の第1巻1号に掲載された「四月の天」と題した記事で確認できる。この訳名は、東京天文台の編集により1925年（大正14年）に初版が刊行された『理科年表』にも引き継がれたが、現在とは異なる読みの「龍（りょう）」とされた。その後も1943年（昭和18年）まではこの読みが使われていたが、1944年（昭和19年）に天文学用語が見直しされた際に「龍（りゆう）」と改められた。戦後の1952年（昭和27年）7月に日本天文学会が「星座名はひらがなまたはカタカナで表記する」とした際も「りゆう」とされた。その後、1974年（昭和49年）1月に刊行された『学術用語集 天文学編』で星座名が一部改められた際に、現代仮名遣いの「りゅう」と改められ、以降継続して用いられている。